# Französische Kirche (Murten)

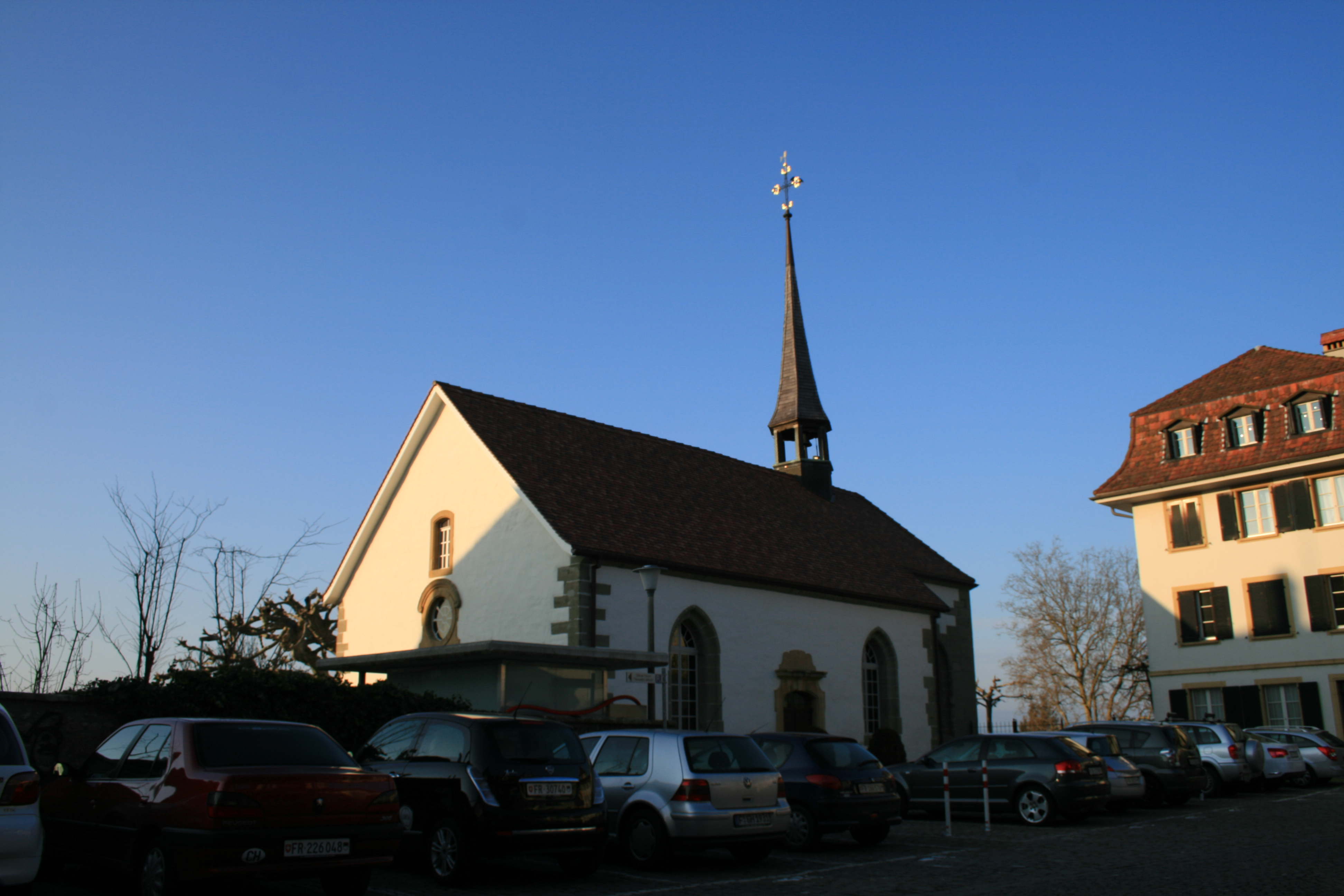
Französische Kirche Murten

Die Französische Kirche (frz.: Église réformée française) in Murten ist ein reformiertes Kirchengebäude in der Stadt Murten im schweizerischen Kanton Freiburg. Sie ist ein Kulturgut von regionaler Bedeutung (KGS-Nr.: 2252).

## Geschichte

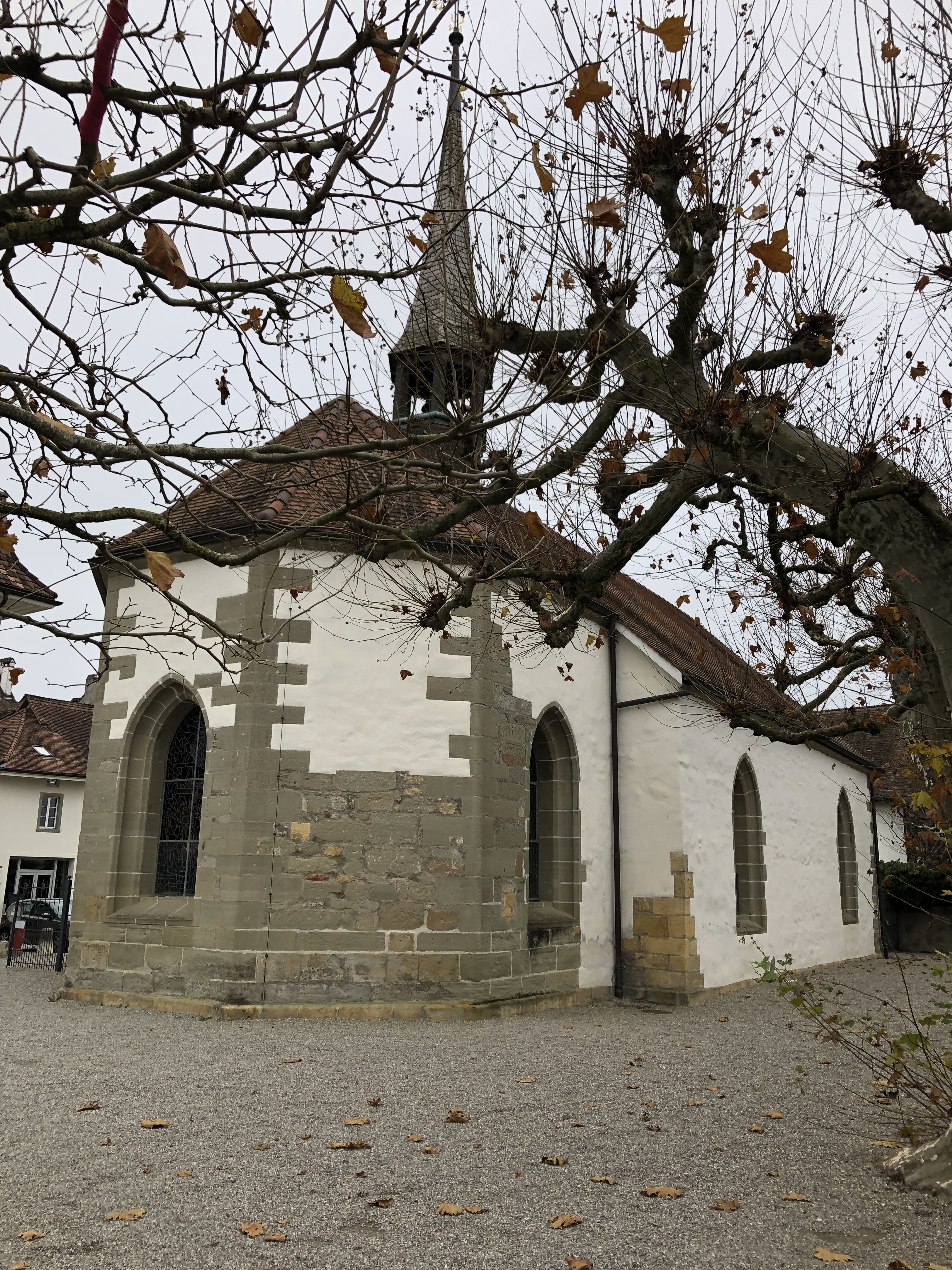
Französische Kirche Murten, von der Seeseite aus

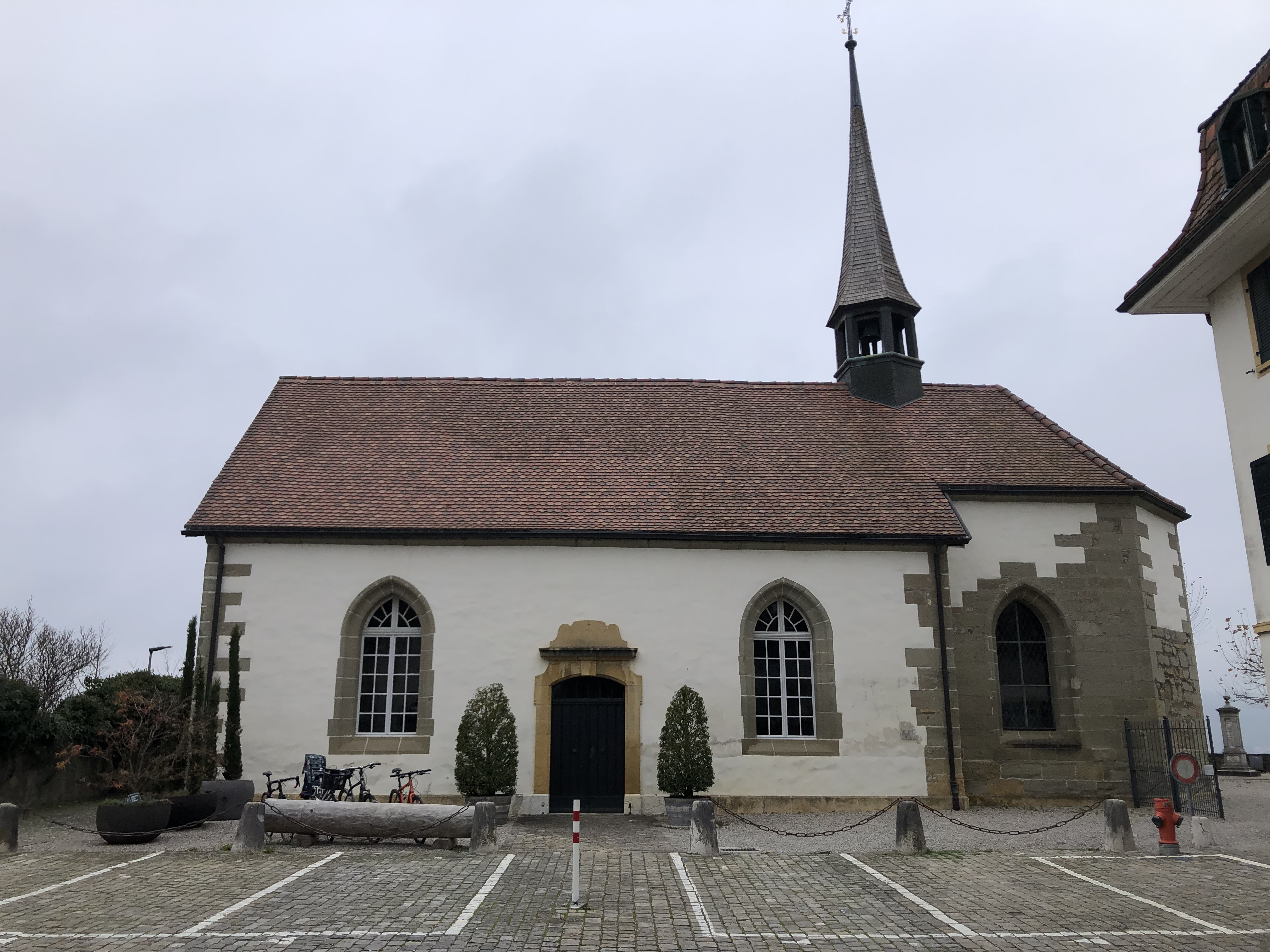
Französische Kirche Murten, von der Altstadtseite aus

Sie wurde ab 1481 an Stelle einer vorherigen Katharinenkapelle erbaut und diente den französischsprachigen Mitgliedern der Kirchgemeinde Murten als Kirche. Heute wird sie von der Kirchgemeinde sowohl für deutsch- als auch für französischsprachige Gottesdienste genutzt. Die Freiburger Kantonalkirche feiert ausserdem Ordinationen in ihr, wenn nur ein Pfarrer zum Verbi divini minister konsekriert wird.

## Innenraum

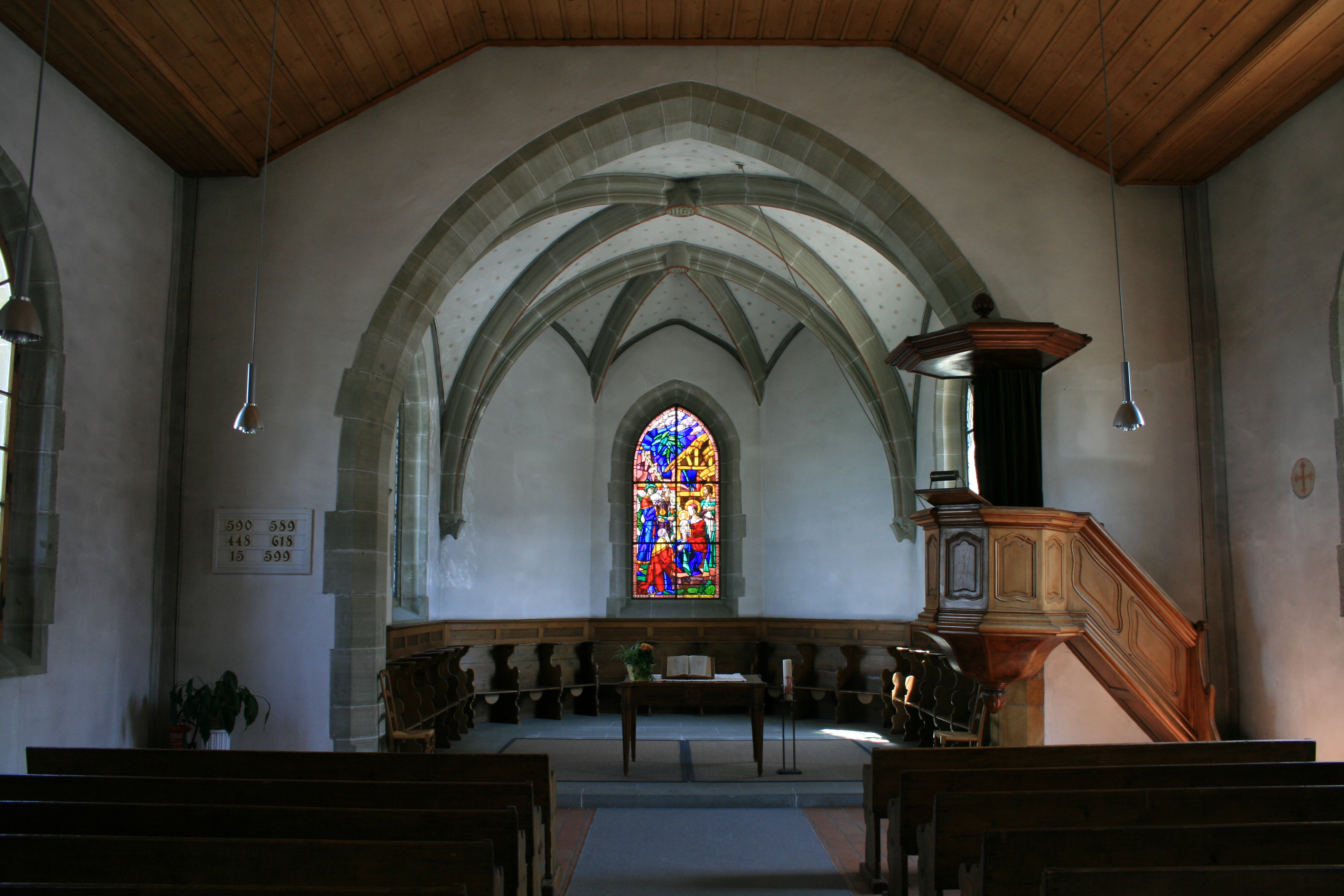
Inneres, Blick zum Altar

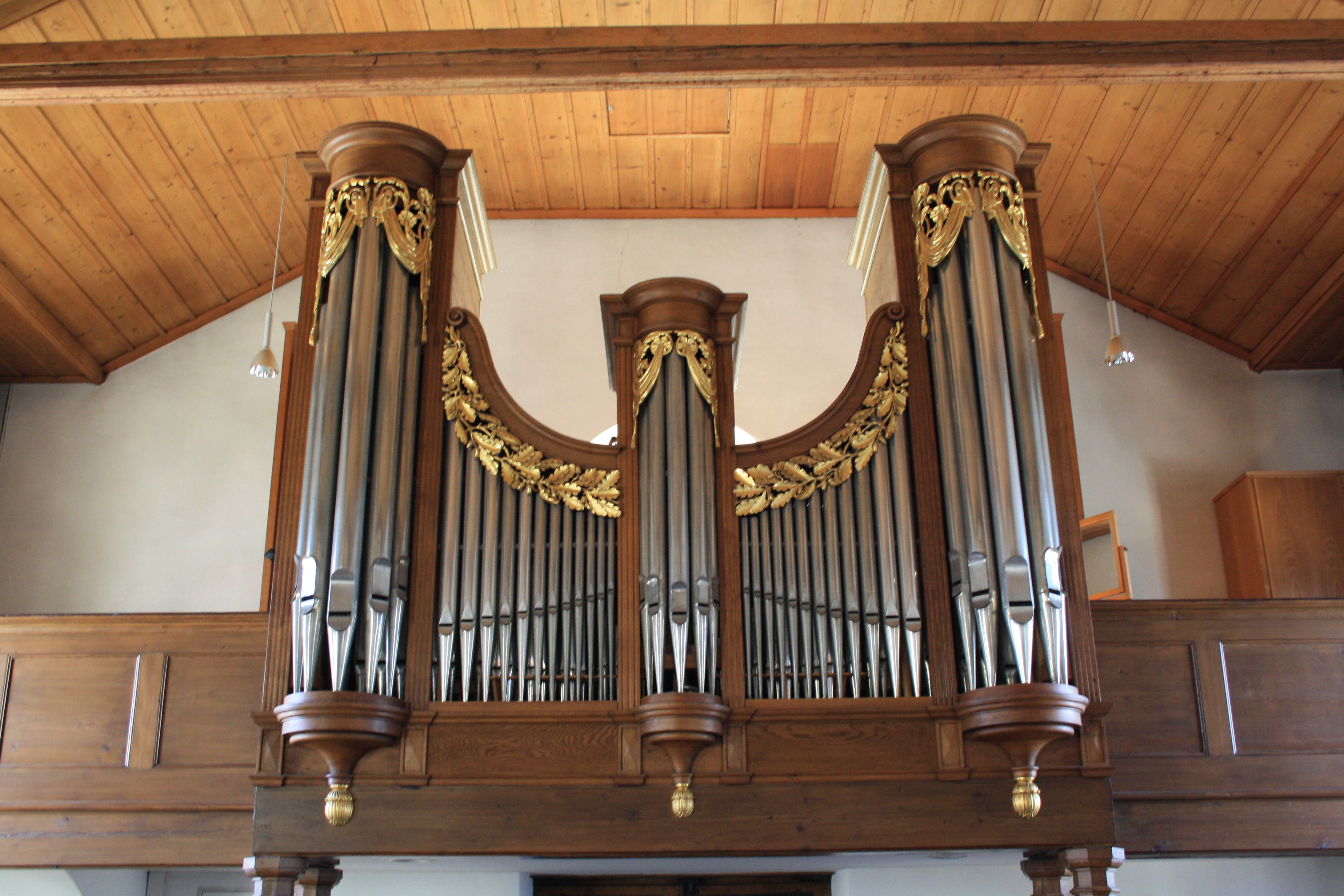
Die Orgel

In der Kirche befindet sich auf der rückwärtigen Empore eine Orgel in einem fünfteiligen symmetrischen Gehäuse. Sie wurde 1842 gebaut von der Werkstatt Aloys Mooser und hatte neun Register auf einem Manual und Pedal. Der Orgelbauer Henri Wolf-Giusto erhielt 1931 den Auftrag, das Instrument auf 14 Register zu erweitern. Diese Erweiterung wurde 1970/71 anlässlich einer Rekonstruktion durch die Manufaktur Orgelbau Kuhn wieder rückgängig gemacht.